# الخط الزمني للصراع الفلسطيني الإسرائيلي (2000)
هذه الصفحة عبارة عن قائمة جزئية لحوادث العنف في الصراع الإسرائيلي الفلسطيني في عام 2000.
وشهد عام 2000 بداية انتفاضة الأقصى في إسرائيل وفلسطين، مما أدى إلى مقتل عدد من الفلسطينيين والإسرائيليين.

## يناير
حتى يوم 28 سبتمبر، قُتل 12 فلسطينياً على يد الجيش الإسرائيلي في الأراضي المحتلة.

## سبتمبر
- 27 سبتمبر: أصيب الرقيب ديفيد بيري، 19 عامًا، من القدس، بجروح قاتلة في تفجير قرب نتساريم في قطاع غزة.[2][3]
- 29 سبتمبر: قُتل ضابط شرطة الحدود يوسف طبجة، 27 عامًا، من الرملة، برصاص نظيره الفلسطيني في دورية مشتركة بالقرب من قلقيلية.[2][4]
- 29 سبتمبر: في اشتباك بين راشقي الحجارة الفلسطينيين والشرطة الإسرائيلية في الحرم القدسي الشريف، قُتل 5 فلسطينيين برصاص مطاطي.[5][6]
- 30 سبتمبر: مقتل 10 فلسطينيين بينهم محمد الدرة (12 عاماً) الذي استشهد بين أحضان والده بالقرب من مستوطنة نتساريم السابقة.[5] نزار محمود حسن عايدة، 16 عاماً، من مخيم دير عمار للاجئين، استشهد برصاص جيش الاحتلال الإسرائيلي في صدره خلال مظاهرة سلمية عند مفترق عيوش.[7] خالد عدلي باسم البازيان، 14 عاماً، من نابلس، استشهد برصاص جيش الاحتلال الإسرائيلي في بطنه خلال مظاهرة على طريق نابلس رام الله.[7]

## أكتوبر
- 1 أكتوبر: قُتل الرقيب في حرس الحدود مدحت يوسف، البالغ من العمر 19 عامًا، وهو درزي من بيت جن، في تبادل إطلاق نار عندما هاجم مئات من مثيري الشغب قبر يوسف في نابلس، حيث ألقوا الحجارة وقنابل المولوتوف وأطلقوا النار على المجمع.[2][8]
- 1 أكتوبر: مقتل عدة أطفال مدنيين، محمد نبيل داود حمد العباسي، 16 عامًا، من البيرة، قُتل برصاص جيش الدفاع الإسرائيلي في رأسه خلال مظاهرة عند مفترق عيوش.[7] سارة عبد العظيم عبد الحق حسن، 18 شهرًا، من سارة بالقرب من سلفيت، قُتلت برصاص مستوطن إسرائيلي في رأسها أثناء ركوبها مع والدها في سيارة. سامر سمير صدقي طبنجة، 12 عامًا، من نابلس، قُتل برصاص مروحية جيش الدفاع الإسرائيلي في رأسه أثناء مشاهدته لمظاهرة.[7] سامي فتحي محمد الترامسي، 17 عامًا، من مدينة غزة، قُتل برصاص جيش الدفاع الإسرائيلي في رأسه أثناء مظاهرة عند مفترق نتساريم. حسام نعيم حسن بخيت، 17 عامًا، من مخيم بلاطة للاجئين، قُتل برصاص مروحية جيش الدفاع الإسرائيلي في رأسه أثناء مشاهدته لمظاهرة.[7] استشهد الشاب إياد أحمد الخشيشي (16 عاماً) من نابلس، متأثراً بجراحه في الصدر التي أصيب بها في 30 سبتمبر الماضي برصاص جيش الدفاع الإسرائيلي الإسرائيلي أثناء مشاركته في مظاهرة على طريق نابلس رام الله.[7]
- 2 أكتوبر: مقتل وائل تيسير محمد قطاوي، 14 عامًا، من مخيم بلاطة للاجئين، برصاص الجيش الإسرائيلي في صدره.[7]
- 2 أكتوبر: أصيب فيتشلاف زالسفسكي (24 عاما) من أشدود برصاصة في الرأس في قرية مسحة على الطريق السريع العابر للسامرة.[2]
- 2 أكتوبر: استشهد الرقيب ماكس حزان، 20 عامًا، من ديمونا، متأثرًا بجراحه التي أصيب بها بنيران قناص قرب بيت ساحور.[2][9]
- في 3 أكتوبر، توفي حسام محمود إسماعيل الهمشري، 15 عامًا، من طولكرم، متأثرًا بجراحه في الرأس التي أصيب بها في الأول من أكتوبر برصاص جيش الدفاع الإسرائيلي خلال مظاهرة. كما قُتل عمرو خليل مصطفى الرفاعي، 17 عامًا، من مخيم المغازي للاجئين بغزة، برصاص جيش الدفاع الإسرائيلي في الرأس والصدر خلال مظاهرة عند مفترق نتساريم.[7]
- 4 أكتوبر: محمد يوسف زيد أبو عاصي، 13 عاماً، من بني سهيلا، غزة، استشهد برصاص جيش الدفاع الاسرائيلي في الرأس والصدر والظهر خلال مظاهرة عند مفترق نتساريم.[7]
- 6 أكتوبر: مجدي سمير موسى المسلماني، 15 عامًا، من بيت حنينا، قرب القدس، قُتل برصاص جيش الدفاع الإسرائيلي في رأسه خلال مظاهرة. محمد خالد محمود تمام، 17 عامًا، من طولكرم، قُتل برصاص جيش الدفاع الإسرائيلي في صدره.[7]
- 8 أكتوبر: تم العثور على جثة الحاخام هيلل ليبرمان، المهاجر الأمريكي البالغ من العمر 36 عامًا، من إيلون موريه، مثقوبة بالرصاص عند المدخل الجنوبي لمدينة نابلس.[10][11][2][12]
- 10 أكتوبر: أسيل حسن عاصلة، 17 عاماً، من عرابة، بالقرب من الناصرة، فلسطيني يحمل الجنسية الإسرائيلية ومشارك نشط في منظمة بذور السلام، قُتل برصاص الشرطة الإسرائيلية في رقبته من مسافة قريبة أثناء مشاركته في مظاهرة بالقرب من قريته.[7]
- 11 تشرين الأول: استشهاد سامي حسن سليم سلمي سلامة (17 عاماً) من طولكرم برصاص جيش الاحتلال في الصدر.[7]
- 12 أكتوبر: استشهد سامي فتحي عبدالله أبو جزر، 12 عاماً، من رفح بغزة، متأثراً بجراحه في الرأس التي أصيب بها في 10 أكتوبر برصاص جيش الدفاع الإسرائيلي الإسرائيلي خلال مظاهرة.[7]
- 12 أكتوبر: في عملية إعدام خارج نطاق القانون في رام الله عام 2000، دخل جنديان احتياطيان من جيش الدفاع الإسرائيلي، يوسي أفراهامي (38 عامًا) وفاديم نورزيتز (33 عامًا)، رام الله عن طريق الخطأ، حيث احتُجزا في مركز للشرطة. هاجم أكثر من ألف فلسطيني مركز الشرطة، ما أدى إلى إصابة 13 شرطيًا فلسطينيًا، قبل أن يضربوا ويطعنوا جنود الاحتياط في جيش الدفاع الإسرائيلي حتى الموت.[13][14][15][16]
- 16 أكتوبر: مقتل الطفل مؤيد أسامة علي الجواريش (14 عاماً) من مخيم عايدة للاجئين، برصاص جيش الدفاع الاسرائيلي في الصدر والبطن أثناء توجهه إلى المدرسة.[7]
- في 20 أكتوبر، قُتل محمد عادل حسن أبو طاحون، 15 عامًا، من طولكرم، برصاص جيش الدفاع الاسرائيلي في رأسه وصدره خلال مظاهرة. كما قُتل سامر طلال العويسي، 16 عامًا، من قلقيلية، برصاص جيش الاحتلال الإسرائيلي في صدره خلال مظاهرة. وأُصيب علاء بسام عبد الله بني نمرة، 13 عامًا، من سلفيت، برصاص جيش الدفاع الاسرائيلي في رأسه خلال مظاهرة. وثائر علي داود عمر معلا، 17 عامًا، من مخيم الأمعري، برصاص جيش الدفاع الاسرائيلي في رأسه خلال مظاهرة عند مفترق عيوش.[7]
- 19 أكتوبر: قُتل الحاخام بنيامين هيرلينغ، الناجي من الهولوكوست، البالغ من العمر 64 عامًا، من كدوميم، عندما أطلق عناصر من فتح وقوات الأمن الفلسطينية النار على مجموعة من الرجال والنساء والأطفال الإسرائيليين كانوا في رحلة إلى جبل عيبال قرب نابلس. كما قُتل حفيده، دفير، بعد 19 عامًا.[2][17][18]
- 21 أكتوبر: استُشهد عمر إسماعيل عمر البحيصي، 16 عامًا، من دير البلح، غزة، برصاص جيش الدفاع الإسرائيلي في صدره خلال مظاهرة قرب مستوطنة كفار داروم. كما استُشهد ماجد إبراهيم حسن حوامدة، 15 عامًا، من البيرة، برصاص جيش الدفاع الإسرائيلي في رأسه خلال مظاهرة.[7]
- 22 أكتوبر: مقتل صلاح الدين فوزي أحمد النجمي، 15 عامًا، من مخيم المغازي للاجئين في غزة، برصاص الجيش الإسرائيلي في صدره خلال مظاهرة بالقرب من مستوطنة كفار داروم. وائل محمود عماد النشيط، 12 عامًا، من مخيم جباليا للاجئين، غزة، استشهد برصاصة مطاطية في رأسه من قبل جيش الدفاع الإسرائيلي خلال مظاهرة بالقرب من المنطقة الصناعية في إيريز.
- 23 أكتوبر: استشهد الشاب أشرف أحمد عبد المجيد الحبايب (15 عاماً) من مخيم عسكر للاجئين، متأثراً بجراحه في الرأس التي أصيب بها في 16 أكتوبر برصاص جيش الدفاع الإسرائيلي الإسرائيلي خلال مظاهرة.[7] سعد عدنان عبدالله الطمبور (17 عاماً) من نابلس، استشهد برصاص الاحتلال في رأسه أثناء قطفه الزيتون.[7]
- 24 أكتوبر: نضال محمد زهدي الدبيكي، 16 عامًا، من مدينة غزة، استشهد برصاص جيش الدفاع الإسرائيلي في بطنه خلال مظاهرة بالقرب من المنطقة الصناعية إيرز.[7] إياد أسامة طاهر شعث، 13 عامًا، من خان يونس، استشهد برصاصة مطاطية أطلقها جيش الدفاع الإسرائيلي على رأسه خلال مظاهرة.[7] علاء محمد عبد الرحمن محفوظ الجوابرة، 14 عامًا، من العروب، توفي متأثرًا بجراحه في الرأس التي أصيب بها في 6 أكتوبر بنيران جيش الدفاع الإسرائيلي أثناء تواجده على شرفة منزله بعد ساعة من إصابته لجندي إسرائيلي بحجر.[7]
- 27 تشرين الأول: بشير صالح موسى شلاويط، 16 عاماً، من قلقيلية، أصم، استشهد برصاص جيش الدفاع الاسرائيلي في بطنه خلال مظاهرة.[7]
- 28 أكتوبر: عُثر على جثة الشاب ماريك جافريلوف (25 عاماً) من بني عيش داخل سيارته المحترقة بين قرية بيتونيا ورام الله.[2]
- 29 أكتوبر: حسني إبراهيم حسن النجار، 17 عاماً، من مخيم رفح للاجئين في غزة، استشهد برصاص جيش الدفاع الاسرائيلي في رأسه خلال مظاهرة.[7]
- 30 أكتوبر: قُتل إيش كوديش غيلمور، 25 عامًا، من مفو موديعين، بالرصاص أثناء تأدية عمله كحارس أمن في فرع مؤسسة التأمين الوطني بالقدس الشرقية. وخلف وراءه زوجته وابنته البالغة من العمر عامًا واحدًا. كما أصيب حارس آخر.[2][19]
- 30 أكتوبر: عُثر على الشاب عاموس مخلوف (30 عاماً) من حي جيلو في القدس، مقتولاً في وادٍ قرب بيت جالا.[2]
- 31 أكتوبر: استشهاد الشاب ثائر إبراهيم شلش الزيد (17 عاماً) من مخيم الجلزون برصاص جيش الدفاع الإسرائيلي الإسرائيلي في البطن خلال مظاهرة عند مفترق عيوش.[7]

## نوفمبر
- 1 نوفمبر: قُتل الملازم ديفيد هين كوهين، 21 عامًا، من كرميئيل والرقيب شلومو أدشينا، 20 عامًا، من كيبوتس زئيليم في حادث إطلاق نار في منطقة الحضر بالقرب من بيت لحم، كما قُتل أمير زوهار، 34 عامًا، أثناء حراسته لبلدة في غور الأردن.[2] أحمد سلمان إبراهيم أبو تايه، 13 عامًا، من مخيم الشاطئ للاجئين، غزة، قُتل برصاص جيش الدفاع الإسرائيلي في رأسه خلال مظاهرة عند حاجز كارني. محمد إبراهيم محمد الحجاج، 14 عامًا، من مدينة غزة، قُتل برصاص جيش الدفاع الإسرائيلي في رأسه وصدره خلال مظاهرة عند حاجز كارني.[7] إبراهيم رزق مرزوق عمر، 15 عامًا، من مخيم الشاطئ للاجئين، غزة، قُتل برصاص جيش الدفاع الإسرائيلي في صدره خلال مظاهرة عند حاجز كارني.[7]
- 2 نوفمبر: قُتلت أيليت شاهار ليفي، 28 عامًا، وحنان ليفي، 33 عامًا، وهما مدنيان إسرائيليان في تفجير سيارة مفخخة في القدس. وأعلنت حركة الجهاد الإسلامي في فلسطين مسؤوليتها عن التفجير.[2][20] قُتل خالد محمد أحمد الكاتب، 17 عامًا، من قرية حزما قرب القدس، برصاص جيش الدفاع الإسرائيلي في بطنه خلال مظاهرة. قُتل يزن محمد عيسى الحليقة، 17 عامًا، من الخضر قرب بيت لحم، برصاص جيش الدفاع الإسرائيلي في رأسه وصدره خلال مظاهرة.[7]
- 3 نوفمبر: رامي أحمد عبد الفتاح مطاوع (15 عاماً) من قرية حزما قرب القدس، استشهد برصاص جيش الدفاع الاسرائيلي في بطنه خلال مظاهرة.[7]
- 4 تشرين الثاني: هند نضال جميل قويدر، 23 يوماً، من الخليل، استشهدت بغاز جيش الاحتلال.[7]
- 5 نوفمبر: ماهر محمد إبراهيم السويدي، 16 عاماً، من مخيم البريج للاجئين في غزة، استشهد برصاص جيش الدفاع الاسرائيلي في رأسه خلال مظاهرة.[7]
- 6 نوفمبر: استُشهد وجدي علم الحطاب، 15 عامًا، من طولكرم، برصاص جيش الدفاع الإسرائيلي في صدره خلال مظاهرة. كما استُشهد محمد نواف حمد التبان، 17 عامًا، من الزوايدة، قرب دير البلح، غزة، برصاص جيش الدفاع الإسرائيلي في ظهره خلال مظاهرة قرب مستوطنة كفار داروم.[7]
- 7 نوفمبر: مقتل أحمد أمين الخفش، 7 أعوام، من موردة قرب سلفيت، بعد دهسه بمركبة مستوطن إسرائيلي.[7]
- 8 نوفمبر: قُتلت نوح دهان (25 عامًا) من موشاف ميفتاهيم في الجنوب بالرصاص أثناء توجهها إلى عملها على معبر رفح الحدودي في غزة.[2][21]
- 8 نوفمبر: إبراهيم فؤاد رزق القصاص، 16 عامًا، من خان يونس، غزة، قُتل برصاص جيش الدفاع الإسرائيلي في رأسه خلال مظاهرة بالقرب من حاجز التفاح.[7] محمد مصباح إسماعيل أبو غالي، 16 عامًا، من خان يونس، غزة، قُتل برصاص جيش الدفاع الإسرائيلي في صدره خلال مظاهرة بالقرب من حاجز التفاح. خالد فايز سليمان أبو زهرة، 17 عامًا، من مخيم نور شمس للاجئين، قُتل برصاص جيش الدفاع الإسرائيلي في صدره وبطنه. رائد عبد المجيد محمد داود، 14 عامًا، من حارس، بالقرب من سلفيت، قُتل برصاص جيش الدفاع الإسرائيلي في بطنه خلال مظاهرة. فارس عودة، 14 عامًا، من مدينة غزة، قُتل برصاص جيش الدفاع الإسرائيلي في رأسه أثناء إلقائه الحجارة بالقرب من حاجز كارني.[7]
- في 10 نوفمبر، قُتل الرقيب شاحار فيكرت، 20 عامًا، من اللد، برصاص قناص فلسطيني قرب قبر راحيل عند مدخل بيت لحم.[2][22] قُتل أسامة مازن سليم عزوقة، 14 عامًا، من جنين، برصاص جيش الدفاع الإسرائيلي في صدره خلال مظاهرة. قُتل أسامة سمير عبد النبي الجرجاوي، 17 عامًا، من مدينة غزة، برصاص جيش الدفاع الإسرائيلي في صدره خلال مظاهرة قرب حاجز كارني.[7]
- 11 نوفمبر: قُتل الرقيب من الدرجة الأولى أفنير شالوم، 28 عامًا، من إيلات، في هجوم بإطلاق نار عند مفترق غوش قطيف في قطاع غزة عندما تعرضت سيارته الجيب للهجوم.[2][23] موسى إبراهيم موسى الدبس، 15 عامًا، من مخيم جباليا للاجئين، غزة، قُتل بنيران جيش الدفاع الإسرائيلي في صدره خلال مظاهرة بالقرب من المنطقة الصناعية إيريز.[7] باسل حسين أبو قمر، 15 عامًا، من جباليا، غزة، قُتل بنيران جيش الدفاع الإسرائيلي خلال مظاهرة بالقرب من المنطقة الصناعية إيريز.[7]
- 12 نوفمبر: محمود نافذ أبو ناجي، 15 عاماً، من مدينة غزة، استشهد برصاص جيش الدفاع الاسرائيلي في صدره خلال مظاهرة.[7]
- 13 نوفمبر 2000 – قُتلت سارة ليشا، وهي أم لخمسة أطفال تبلغ من العمر 42 عامًا ومعلمة، من نيفيه تسوف، في إطلاق نار من سيارة مسرعة بالقرب من عوفرا، شمال رام الله.[2][24] قُتل العريف إيلاد فالنشتاين، 18 عامًا، من عسقلان، والعريف أميت زانا، 19 عامًا، من نتانيا، برصاص سيارة مرت بجانب الحافلة العسكرية التي كانت تقلهما قرب عوفرا.[2][25] قُتل الشاب جابي الزغوري (36 عاماً) من سكان نتيفوت، جراء إطلاق النار على الشاحنة التي كان يقودها بالقرب من مفترق كيسوفيم جنوب قطاع غزة.[2]
- 14 نوفمبر: محمد خاطر محمد العجلة، 13 عامًا، من مدينة غزة، قُتل برصاص جيش الدفاع الإسرائيلي في رأسه خلال مظاهرة قرب حاجز كارني. صابر خميس البرش، 15 عامًا، من مخيم الأمعري للاجئين، قُتل برصاص جيش الدفاع الإسرائيلي في صدره خلال مظاهرة قرب مفترق عيوش.[7]
- 15 نوفمبر: استشهد الشاب جادو مانح جادو أبو الكباش، 16 عامًا، من السموع، قرب الخليل، برصاص جيش الدفاع الإسرائيلي في بطنه خلال مظاهرة. أحمد سمير بصل، 15 عامًا، من مدينة غزة، برصاص جيش الدفاع الإسرائيلي في صدره خلال مظاهرة بالقرب من حاجز كارني. إبراهيم عبد الرؤوف الجودي، 17 عامًا، من قلقيلية، برصاص جيش الدفاع الإسرائيلي في صدره وبطنه خلال مظاهرة. محمد نصر محمد الشرافي، 17 عامًا، من مدينة غزة، استشهد برصاص جيش الدفاع الإسرائيلي في رأسه خلال مظاهرة بالقرب من حاجز كارني. جهاد سهيل سليمان أبو شحمة، 13 عامًا، من خان يونس، استشهد برصاص جيش الدفاع الإسرائيلي في رأسه خلال مظاهرة بالقرب من حاجز التفاح.[7]
- 17 نوفمبر: مقتل محمد عبد الجليل أبو ريان (17 عاماً) من حلحول قرب الخليل برصاص جيش الدفاع الاسرائيلي في رأسه خلال مظاهرة على طريق 60.[7]
- 18 نوفمبر: قُتل الرقيب باروخ (سنير) فلوم، 21 عامًا، من تل أبيب، برصاص ضابط كبير في جهاز الأمن الوقائي الفلسطيني تسلل إلى دفيئات كفار داروم الزراعية في قطاع غزة. وتوفي الرقيب شارون شيطوبي، 21 عامًا، من الرملة، متأثرًا بجراحه في 20 نوفمبر، بعد إصابته في هجوم إطلاق نار فلسطيني في كفار داروم.[2][7]
- 19 نوفمبر: استشهاد عبد الرحمن زياد الدهشان (14 عاماً) من مدينة غزة برصاص جيش الدفاع الاسرائيلي في صدره خلال مظاهرة على حاجز كارني.[7]
- في 20 نوفمبر، قُتلت مريم عميتاي، 35 عامًا، وجافرييل بيتون، 34 عامًا، وكلاهما من كفار داروم، عندما انفجرت قنبلة على جانب الطريق بجانب حافلة تقل أطفالًا من كفار داروم إلى المدرسة في غوش قطيف. وقُتل تسعة آخرون، بينهم خمسة أطفال.[2][26] كما قُتل إبراهيم أحمد حسن عثمان، 16 عامًا، من مخيم رفح للاجئين في غزة، برصاص جيش الدفاع الإسرائيلي في صدره.[7]
- 21 نوفمبر: مقتل إيتمار يفيت (18 عامًا) برصاص قناص في غزة.[27] ياسر طالب محمد النبطي (16 عاماً) من طولكرم، استشهد برصاص الاحتلال في الصدر خلال مظاهرة.[7]
- 22 نوفمبر: قُتلت شوشانا ريس، 21 عامًا، من الخضيرة، ومائير بهرام، 35 عامًا، من جيفات أولجا، وجُرح أكثر من 55 شخصًا في هجوم بسيارة مفخخة في الخضيرة.[28][2] إبراهيم حسن المقنن، 15 عامًا، من خان يونس، غزة، قُتل برصاص جيش الدفاع الإسرائيلي في رأسه أثناء مظاهرة.[7]
- 23 نوفمبر: قُتل الملازم إدوارد ماتشنيك (21 عاماً) من بئر السبع في انفجار في مكتب التنسيق الإقليمي بالقرب من غوش قطيف في قطاع غزة.[2] استشهدت الرقيب سمر حسين (19 عاماً) من قرية حرفيش، برصاص قناصة فلسطينيين كانوا يقومون بدورية على السياج الحدودي قرب معبر إيرز.[2] مرام عماد أحمد حسونة (3 سنوات) من البيرة، استشهدت بغاز الاحتلال بالقرب من منزلها.[7] استشهد الشاب مجدي علي عابد (15 عاماً) من مدينة غزة، متأثراً بجراحه التي أصيب بها في الرأس يوم 17 نوفمبر الماضي برصاص جيش الدفاع الإسرائيلي الإسرائيلي خلال مظاهرة بالقرب من حاجز كارني.[7] استشهد الشاب أيسر محمد صادق حصيص (15 عاماً) من قرية الجلمة قرب جنين، برصاص الاحتلال في الرأس خلال مظاهرة.[7]
- 24 نوفمبر: قُتل الرائد شارون عرامي (25 عامًا) من عسقلان بنيران قناص فلسطيني في قتال بالقرب من نفيه دكاليم في قطاع غزة.[2] قُتل أرييل جيرافي (40 عاماً) من بيتح تكفا، وهو مدني يعمل في جيش الدفاع الإسرائيلي، بنيران فلسطينية أثناء سفره بالقرب من أوتزارين في الضفة الغربية.[2]
- 25 نوفمبر: استشهاد عبد المنعم محمد عزالدين البوسطة (17 عاماً) من عرابة قرب جنين برصاص جيش الدفاع الاسرائيلي في الرأس خلال مظاهرة.[7]

26 نوفمبر: مهدي قاسم جابر، 17 عامًا، من قلقيلية، قُتل برصاص جيش الدفاع الإسرائيلي الإسرائيلي خلال مظاهرة. محمد منصور نصر أبو عدوان، 16 عامًا، من قلقيلية، قُتل برصاص جيش الدفاع الإسرائيلي الإسرائيلي خلال مظاهرة.
- 28 نوفمبر: استشهد كرم فتحي شحادة الكرد، 14 عاماً، من رفح، غزة، متأثراً بجراحه في الرأس التي أصيب بها في 23 نوفمبر برصاص جيش الدفاع الإسرائيلي الإسرائيلي خلال مظاهرة بالقرب من معبر رفح الحدودي مع مصر.[7]
- 29 نوفمبر: استشهد محمد محمد عبدالله المشهراوي (14 عاماً) من مدينة غزة متأثراً بجراحه في الرأس التي أصيب بها في 26 نوفمبر برصاص جيش الدفاع الإسرائيلي الإسرائيلي خلال مظاهرة بالقرب من حاجز كارني.[7]
- 30 نوفمبر: قُتل شادي أحمد حسن زحل، 14 عامًا، من حوسان، قرب بيت لحم، برصاصة مستوطن إسرائيلي أثناء توجهه إلى المدرسة. وقُتل وليد محمد أحمد البدن، 17 عامًا، من تقوع، قرب بيت لحم، برصاص جيش الدفاع الإسرائيلي في صدره خلال مظاهرة قرب مستوطنة تكواع..[7]

## ديسمبر
- 1 ديسمبر: محمد صالح محمد العرجا، 12 عامًا، من رفح، غزة، قُتل برصاص قناص إسرائيلي في رأسه قرب معبر رفح الحدودي. مدحت محمد صبحي جاد الله، 14 عامًا، من مخيم الشاطئ للاجئين، غزة، قُتل برصاص جيش الدفاع الإسرائيلي في رأسه خلال مظاهرة.[29]
- 5 ديسمبر: استشهد الشاب رمزي عادل محمد بياتنة (15 عاماً) من أبو قش قرب رام الله، برصاص جيش الدفاع الاسرائيلي في رأسه خلال مظاهرة قرب مفترق عيوش.[29]
- 7 ديسمبر: زهير مصطفى علي الحطاب، 17 عامًا، من مدينة غزة، استشهد متأثرًا بجراحه في الرأس التي أصيب بها في 20 نوفمبر بنيران جيش الدفاع الإسرائيلي الإسرائيلي خلال مظاهرة بالقرب من حاجز كارني.[29] معتز عزمي إسماعيل تيلخ، 16 عامًا، من مخيم الدهيشة للاجئين، قُتل بنيران جيش الدفاع الإسرائيلي الإسرائيلي في رأسه خلال مظاهرة.[29]
- 8 ديسمبر: قُتلت رينا ديدوفسكي، 39 عامًا، وهي معلمة في مدرسة بيت هاجاي، وإلياهو بن عامي، 41 عامًا، من أوتنيل، عندما أطلقت سيارة مليئة بالمسلحين النار على شاحنتهم بالقرب من كريات أربع.[2][30] قُتل الرقيب تال جوردون، جندي إسرائيلي، في هجوم بإطلاق نار على حافلة مدنية.[2][29][30] قُتل عمر سمير عبد الحميد المشني، 16 عامًا، من بيت عور التحتا، بالقرب من رام الله، برصاص جيش الدفاع الإسرائيلي في رأسه خلال مظاهرة عقب صلاة الجمعة في المسجد الأقصى بالقدس.[29]
- 9 ديسمبر: استشهد سليم محمد سليم الحميدة (13 عاماً) من رفح بغزة متأثراً بجراحه في الرأس التي أصيب بها في 5 ديسمبر بنيران جيش الدفاع الإسرائيلي الإسرائيلي بالقرب من معبر رفح الحدودي.[29]
- 11 ديسمبر: استشهد أحمد علي درويش القواسمة (14 عاماً) من الخليل متأثراً بجراحه في الرأس التي أصيب بها في 8 ديسمبر بنيران جيش الدفاع الاسرائيلي من مسافة قريبة خلال اشتباكات.[29]
- 22 ديسمبر: عرفات محمد علي الجبارين (16 عاماً) من سعير قرب الخليل، استشهد برصاص جيش الدفاع الاسرائيلي في رأسه أثناء إلقائه الحجارة في بيت عينون.[29]
- 15 كانون الأول: مقتل الشاب محمد فاروق داوود (17 عاماً) من قرية حارس قرب سلفيت، برصاص جيش الاحتلال في صدره أثناء إلقائه الحجارة قرب حاجز القرية.[29]
- 20 ديسمبر: هاني يوسف حامد الصوفي، 14 عاماً، من رفح، غزة، استشهد بقصف جيش الدفاع الإسرائيلي على رأسه أثناء محاولته منع مرور الدبابات والجرافة.[29]
- 21 كانون الأول (ديسمبر) مقتل إلياهو كوهين، مدني إسرائيلي، في كمين نفذه مسلحون فلسطينيون بالقرب من القدس.[2][29]
- 28 ديسمبر: قُتل النقيب جاد مرعشة، 30 عامًا، من كريات أربع، والرقيب أول في شرطة الحدود يوناتان فيرمولين، 29 عامًا، من بن شيم، أثناء تفكيكهما عبوة ناسفة على جانب الطريق في قطاع غزة. وأعلنت حركة الجهاد الإسلامي مسؤوليتها عن الحادث.[2]
- 31 ديسمبر: بنيامين زئيف كاهانا (ابن مائير كاهانا) وزوجته تاليا، قُتلا في كمين نصبه قناصة فلسطينيون. أصيب 5 من أطفالهما، تتراوح أعمارهم بين شهرين و10 سنوات.[2] ماث أحمد محمد أبو هدوان، 11 عامًا، من الخليل، قُتل برصاص جيش الدفاع الإسرائيلي في رأسه في تل رميدة.[29] عبد الرحمن خالد حمودة خبيش، 4 أعوام، من مخيم بلاطة للاجئين، قُتل برصاص جيش الدفاع الإسرائيلي في رأسه.[29]